# Diabrotica signaticornis
Diabrotica signaticornis es una especie de insecto coleóptero de la familia Chrysomelidae.
Fue descrita científicamente en 1844 por Chevrolat.